# Muskelarbeit (Arbeitswissenschaft)
Die Muskelarbeit ist in der Arbeitswissenschaft eine Arbeit, die durch Inanspruchnahme der Skelettmuskulatur verrichtet wird. 

## Allgemeines
Muskelarbeit bedeutet, dass physikalische Arbeit durch die Muskeln einer Arbeitskraft verrichtet wird. Muskelarbeit ist der energetische Anteil von Arbeitstätigkeiten, der üblicherweise über die Inanspruchnahme der Skelettmuskulatur erfolgt. Sie erfordert deshalb arbeitsphysiologisch eine zusätzliche Energiemenge, die aus dem Leistungsumsatz für Arbeitstätigkeiten entnommen wird.

## Arten
Unterschieden wird zwischen statischer und dynamischer Muskelarbeit:
- Statische Muskelarbeit ist die Haltearbeit eines Muskels über längere Zeit gegen die Schwerkraft, ohne dass es zu einer Bewegung der Gliedmaßen kommt (Beispiel: Tragen eines Gewichts auf der Ebene). Da keine Bewegung erfolgt, liegt keine physikalische Arbeit vor.
- Dynamische Muskelarbeit ist der rasche Wechsel von Muskelkontraktion und Erschlaffung der Muskeln. Sie ist wegen besserer Durchblutung weniger ermüdend als die statische (Beispiel: Heben eines Gewichts auf der Ebene).
  - Konzentrische Muskelarbeit erfolgt durch Annäherung von Ursprung und Ansatz,
  - bei der exzentrischen Muskelarbeit entfernen sich Ursprung und Ansatz unter Muskelspannung.[5]

In beiden Fällen liegt eine hohe Arbeitsbelastung vor, weil Muskelarbeit mit Anstrengung verbunden ist.
Zudem wird im Hinblick auf den Energieverbrauch (in Kilokalorien pro Tag; kcal) unterschieden:
| Art                    | Energieverbrauch in kcal/Tag | Berufe                                                                    |
| ---------------------- | ---------------------------- | ------------------------------------------------------------------------- |
| leichte Muskelarbeit   | 2600 bis 2800                | Angestellte, Ärzte, Beamte, Feinmechaniker, Schneider                     |
| mittlere Muskelarbeit  | 2800 bis 3400                | Briefträger, Laboranten                                                   |
| starke Muskelarbeit    | 3400 bis 3600                | Arbeiter, Erdarbeiter, Maurer, Schmiede, Schwerarbeiter                   |
| schwerste Muskelarbeit | über 3600 bis 5000           | Hochleistungssportler, Landarbeiter (Ernte), Schwerstarbeiter, Steinhauer |

Zum Vergleich werden bei sitzender, entspannter Tätigkeit (Büroarbeit) zwischen 2200 und 2400 kcal/Tag verbraucht.
REFA unterscheidet vier Arten von Muskelarbeit, die allerdings paarweise zusammengehören:
- Statische Haltungsarbeit
- statische Haltearbeit
- schwere dynamische Arbeit
- einseitige dynamische Arbeit.

Von statischer Muskelarbeit spricht man ab einer Muskelanspannung von 4 bis 6 Sekunden Dauer. Bei statischer Arbeit wird lediglich gegen eine äußere Kraft das Gleichgewicht gehalten. Unter physiologischen Gesichtspunkten wird diese als Produkt aus Kraft und Zeit bemessen (statt Kraft mal Weg in der Physik). Haltungsarbeit ist die Variante der statischen Arbeit, in der nur innere Kraftwirkungen vorliegen, also eine Körperstellung beibehalten wird (Eigengewicht der Gliedmaßen). Bei der Haltearbeit sind auch nach außen gerichtete Kraftwirkungen vorhanden, zum Beispiel um eine gehobene Last zu halten.
Dynamische Arbeit liegt vor, wenn der Muskel einen Wechsel von Kontraktion und Erschlaffung durchführt und physikalische Arbeit verrichtet wird. Die Unterscheidung nach schwer oder einseitig ergibt sich aus der Anzahl der beteiligten Muskeln. Ist der Anteil der beteiligten Muskeln, in denen es zu Ermüdungen kommt, geringer als ein Siebtel der beteiligten Körpermasse, spricht man von einseitig. Vom Auftreten einer Ermüdung geht man dann aus, wenn die Kontraktionsfrequenz höher als 15 Kontraktionen pro Minute ist. Bei schwerer dynamischer Muskelarbeit ist auch das Kreislauf- und Atmungssystem involviert.

## Tätigkeiten
Je nach Arbeitsschwere gilt die Muskelarbeit als Handarbeit, Schwerarbeit oder Schwerstarbeit. Dabei werden Tätigkeiten verrichtet, die vorwiegend mit Erzeugung von Kräften oder der Umsetzung von mechanischer Energie verbunden sind, so dass zu erwartende Engpässe bei Muskeln und Skelett und/oder in deren Versorgung liegen. Diese Arbeiten werden als Muskelarbeit bezeichnet. Je länger ein einzelner Ablaufabschnitt dauert, umso höher steigt bei Muskelarbeit die Pulsfrequenz (als Indikator für die Ermüdung) bis zum Ende des Abschnitts an, dementsprechend sind im Verhältnis dazu längere Arbeitspausen zur Erholung notwendig.

## Wirtschaftliche Aspekte
In den Agrarstaaten der dritten Welt gibt es überwiegend Muskelarbeit, insbesondere in der Urproduktion (Bergbau, Fischerei, Forstwirtschaft, Landwirtschaft). In Industriestaaten wurde die Muskelarbeit durch Automatisierung und Mechanisierung erheblich verringert. Dennoch kommen einige Wirtschaftszweige in den Industriestaaten nicht ohne Muskelarbeit aus. Außer den genannten Branchen gibt es mittlere bis schwere Muskelarbeit in Bauwirtschaft, Handwerk oder Hüttenwesen.
Während bei körperlicher Arbeit (Handarbeit, dynamische und statische Muskelarbeit) die Arbeitsbelastung durch die biologisch abverlangte Arbeitsleistung (Arbeitsenergieumsatz) bzw. Haltekraft messbar ist, besteht kein allgemeines Konzept, die Arbeitsbelastung bei geistiger Tätigkeit quantitativ zu erfassen, die folglich als nicht quantifizierbarer Belastungsfaktor zu behandeln ist.

## Abgrenzung
„Handarbeit bedeutet Muskelarbeit, namentlich Handmuskelarbeit“, definierte ein Lexikon aus dem Jahre 1893. Reine Handarbeit wie Nähen, Häkeln, Schreiben oder Stricken wird arbeitswissenschaftlich zur Handarbeit gerechnet, auch wenn hierbei Handmuskeln eingesetzt werden.